# Кейбл, Винс

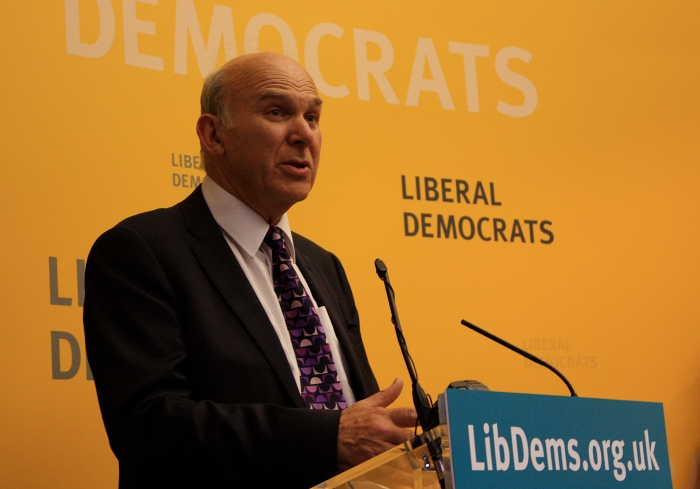
Винс Кейбл на совещании Либеральных демократов, 2009 год

Джон Винсент (Винс) Кэйбл (англ. John Vincent Cable; род. 9 мая 1943, Йорк, Великобритания) — британский политик и экономист; министр по делам бизнеса, инноваций и профессионального образования с мая 2010 по май 2015. Лидер партии Либеральных демократов (2017—2019).

## Биография
Окончил Кембриджский университет, где изучал естественные науки и экономику. Учёную степень PhD по экономике получил в Университете Глазго. Некоторое время преподавал в Глазго и в Лондонской школе экономики и политических наук, работал финансовым советником правительства Кении. Во время учёбы был членом Либеральной партии, но затем перешёл в Лейбористскую партию. В начале 80-х присоединился к отколовшейся от лейбористов Социал-демократической партии, которая в 1988 году слилась с Либеральной и образовала партию Либеральных демократов. В 1990-е работал в корпорации Royal Dutch Shell.
Впервые участвовал в парламентских выборах в 1970 году. На выборах 1997 года избран в Палату общин от округа Twickenham; с тех пор постоянно переизбирается. В 2007 году исполнял обязанности лидера Либеральных демократов. Кейбл активно участвует в разработке экономического курса партии.
В Палате общин Кейбл голосовал против вторжения в Ирак и за его расследование, за принятие законов по борьбе с изменением климата, за запрет курения в общественных местах, за выборную Палату лордов, за предоставление равных прав представителям сексуальных меньшинств, за дальнейшую интеграцию Великобритании в Евросоюз, против замены ракет Trident.
12 мая 2010 года был назначен министром по делам бизнеса, инноваций и профессионального образования. На выборах в 2015 году он проиграл своё место в парламенте кандидату от консерваторов. В 2017 вновь избран членом Палаты общин.
Тогда же, в 2017 году, Кейбл стал лидером Либеральных демократов. Он стал самым старшим лидером крупной политической партии Великобритании после Уинстона Черчилля.

## Публикации
- The Storm: The World Economic Crisis and What it Means Vincent Cable (Atlantic Books, 2009) ISBN 1848870574
- The Orange Book: Reclaiming Liberalism edited by David Laws and Paul Marshall; contributions by Vincent Cable and others (Profile Books, 2004) ISBN 1-86197-797-2
- Regulating Modern Capitalism (Centre for Reform Papers) Vincent Cable (Centre for Reform, 2002) ISBN 1-902622-36-7
- Commerce (Liberal Democrat Consultation Papers) Vincent Cable (Liberal Democrat Publications, 2002) ISBN 1-85187-688-X
- Globalization: Rules and Standards for the World Economy (Chatham House Papers) Vincent Cable, Albert Bressand (Thomson Learning, 2000) ISBN 1-85567-350-9
- Globalisation & Global Governance Vincent Cable (Thomson Learning, 1999) ISBN 0-8264-6169-7
- Preparing for EMU: A Liberal Democrat Response (Centre for Reform Papers) Vincent Cable (Centre for Reform, 1999) ISBN 1-902622-06-5
- China and India: Economic Reform and Global Integration Vincent Cable (Royal Institute of International Affairs, 1995) ISBN 1-899658-00-9
- Global Superhighways: The Future of International Telecommunications Policy (International Economics Programme Special Paper) Vincent Cable, Catherine Distler (Royal Institute of International Affairs, 1995) ISBN 0-905031-97-0
- The World’s New Fissures Vincent Cable (Demos, 1995) ISBN 1-898309-35-3
- Trade Blocs: The Future of Regional Integration edited by Vincent Cable and David Henderson (The Brookings Institution, 1994) ISBN 0-905031-81-4
- Commerce of Culture: Experience of Indian Handicrafts, Vincent Cable (Lancer International, 1990) ISBN 81-7062-004-X
- Developing with Foreign Investment edited by Vincent Cable and Bishnodat Persaud (Routledge, 1987) ISBN 0-7099-4825-5
- Economics and the Politics of Protection: Some Case Studies of Industries (World Bank Staff Working Papers Number 569) Vincent Cable (World Bank, 1984) ISBN 0-8213-0199-3
- Education and Social Action Programming for Cable: Conference Report edited by Vincent Thompson (Council for Educ. Technology, 1984) ISBN 0-86184-131-X
- World Textile Trade and Production Trends Vincent Cable, Betsy Baker (Economist Intelligence Unit, 1983) ISBN 0-86218-084-8
- Case Studies in Development Economics Vincent Cable (Heinemann Educ., 1982) ISBN 0-435-33937-0
- The Role of Handicrafts Exports: Problems and Prospects Based on Indian Experience (ODI Working Paper) Vincent Cable (Overseas Development Institute, 1982) ISBN 0-85003-086-2
- British Electronics and Competition with Newly Industrialising Countries Vincent Cable, Jeremy Clarke (Overseas Development Institute, 1981) ISBN 0-85003-076-5
- Evaluation of the Multifibre Arrangement and Negotiating Options Vincent Cable (Commonwealth Secretariat, 1981) ISBN 0-85092-204-6
- British Interests and Third World Development Vincent Cable (Overseas Development Institute, 1980) ISBN 0-85003-070-6
- Britain’s Pattern of Specialization in Manufactured Goods With Developing Countries and Trade Protection (World Bank Staff Working Paper No 425/8 Oct) Vincent Cable, Ivonia Rebelo (World Bank, 1980) ISBN 0-686-36204-7
- World Textile Trade and Production Vincent Cable (Economist Intelligence Unit, 1979) ISBN 0-900351-85-3
- South Asia’s Exports to the EEC: Obstacles and Opportunities Vincent Cable, Ann Weston (Overseas Development Institute, 1979) ISBN 0-85003-068-4
- World Textile Trade and Production Vincent Cable (Economist Intelligence Unit, 1979) ISBN B0000EGG8M
- Import Controls: The Case Against Vincent Cable (Fabian Society, 1977) ISBN 0-7163-1335-9
- Whither Kenyan Emigrants? Vincent Cable (Fabian Society, 1969) ISBN 0-7163-2018-5